# Ariane Burri
Ariane Burri (Berna, 14 aprile 2000) è una snowboarder svizzera, specializzata in slopestyle e big air.

## Biografia
Originaria di Berna e attiva in gare FIS dal novembre 2014, Ariane Burri ha debuttato in Coppa del Mondo l'8 settembre 2014, giungendo 9ª nel big air di Cardrona. Il 19 marzo 2022 ha ottenuto, nella stessa specialità, a Špindlerův Mlýn, il suo primo podio nel massimo circuito, classificandosi al 3º posto nella gara vinta dalla giapponese Kokomo Murase. 
In carriera ha preso parte ad un'edizione dei Giochi olimpici invernali e non ha mai debuttato ai Campionati mondiali di snowboard.

## Palmarès

### Coppa del Mondo
- Miglior piazzamento in classifica generale freestyle: 6ª nel 2022
- Miglior piazzamento nella Coppa del Mondo di big air: 16ª nel 2022
- Miglior piazzamento nella Coppa del Mondo di slopestyle: 4ª nel 2022
- 1 podio:
  - 1 terzo posto